# Талкансаят
Талкансаят (узб. Talqon Sayyot / Талқон Сайёт) — посёлок городского типа, расположенный на территории Алатского района Бухарской области Республики Узбекистан.

Статус посёлка городского типа с 2009 года.